# Dan Yuhas
Dan Yuhas (* 16. August 1947 in Ungarn) ist ein israelischer Komponist.
Yuhas studierte an der Rubin-Musikakademie in Tel Aviv Klavier sowie Komposition bei Mordecai Seter, Ödön Pártos und Alexander Uriah Boskovitch und setzte seine Ausbildung in Paris und London fort. Seine Kompositionen wurden u. a. vom Israel Philharmonic Orchestra, dem Israel Chamber Orchestra, dem Jerusalem Symphony Orchestra, dem Israel String Quartet und dem Arditti Quartett aufgeführt. 1981 vertrat er Israel bei den Weltmusiktagen der Internationalen Gesellschaft für Neue Musik in Brüssel.
1988 erhielt Yuhas den ersten von drei Preisen des Komponistenverbandes ACUM (die weiteren 2001 und 2007), mit dem Komponistenpreis des israelischen Ministerpräsidenten wurde er 1988 und 2009 ausgezeichnet. Den Lieberson-Preis für Orchesterkomposition erhielt er 1998. Yuhas ist Gründer und Direktor der Israel Contemporary Players und des Center for Electronic Music, Präsident des Israelischen und Vizepräsident das Asiatischen Komponistenverbandes. Er unterrichtet Komposition und Kontrapunkt an der Buchmann-Mehta School of Music der Universität Tel Aviv.

## Werke
- Three pieces für Klavier, 1974
- Episodes für Posaune solo, 1976
- Prelude für Orchester, 1978
- The fire and the mountains, Kantate für Chor, Orchester und Solisten, 1980
- Entities für Kammerensemble, 1983
- Four poems of David Vogel für Mezzosopran und Kammerensemble, 1984
- Three Miniatures für Tuba und Klavier, 1985
- String Quartet, 1988
- Havayot für Kammerensemble, 1991
- Phantasy für Klavier und Klarinette, 1991
- Formations für Kammerensemble, 1992
- Trio für Harfe, Viola und Perkussion, 1995
- Spring Games für Sinfonieorchester, 1996
- Monologue für Flöte, 1997
- Trio für Klarinette, Violine und Klavier, 1998
- Elegy für Sinfonieorchester, 1998
- Duo für Violine und Klavier, 1999
- Concertato für großes Ensemble, 2000
- Coloured Lines für Ensemble, 2002
- Trio für Tuba, Viola und Klavier, 2003
- Duo für Viola und Cello, 2005
- Spell für sechs Sänger und Kammerensemble, 2005
- Quartet für Klarinette, Violine, Cello und Klavier, 2007
- Collisions für Kammerensemble, 2008
- Trio für Saxophon, Klavier und Perkussion, 2008
- Reflections für Sinfonieorchester, 2011
- Tenuot für Cello und Ensemble, 2011